# Barbara Stiegler
Barbara Stiegler (1971) es una filósofa francesa, profesora en la Universidad de Bordeaux-Montaigne y activista. Es miembro del Institut Universitaire de France. Ha estructurado su investigación en torno a Nietzsche, en su relación con la biología y el cuerpo y en torno al neoliberalismo, trabajando sobre las fuentes evolutivas del neoliberalismo y considerando que la especie humana debería aprender a vivir en un nuevo entorno y adaptarse a través de políticas de salud y educación llevadas a cabo por expertos.

## Biografía
Barbara Stiegler es la hija mayor del filósofo Bernard Stiegler.
Aprobó la oposición para ser profesora de Filosofía en 1994 y completó su formación entre 1995 y 1998. Posteriormente trabajó como profesora de filosofía en la escuela secundaria.

### Formación académica
Defendió su tesis en filosofía en la Universidad de París-4 en 2003, bajo la dirección de Jean-Luc Marion.
Fue asistente temporal de enseñanza e investigación (ATER) entre 2000 y 2002, luego se convirtió en profesora titular en 2006 en la Universidad de Bordeaux-Montaigne. En 2007 fue responsable de la licenciatura de Filosofía. En 2009 asumió el puesto de subdirectora de la UFR de filosofía y es responsable del máster “Cuidado, ética y salud”.
En 2016 fue habilitada para dirigir investigaciones en 2016, que supone un reconocimiento a su alto nivel científico. También es miembro del comité de ética del CHU de Bordeaux, y miembro del comité de lectura de la revista de filosofía francesa Les Études philosophies. Entre 2007 y 2009 fue miembro del jurado del examen escrito para la agregación externa de filosofía.

## Investigación

### Filosofía alemana
Tras su tesis, publicó dos libros sobre la relación de Friedrich Nietzsche con la biología. Para ella, el pensamiento nietzscheano es deudor directo del proyecto crítico kantiano, con la diferencia de que el objeto a delimitar ya no es la razón sino el cuerpo. Stiegler, a través del prisma de la filosofía nietzscheana en particular sobre la formación del ser humano, retoma ciertos temas relacionados con la cuestión de la educación.

### Adaptarse, un credo neoliberal
Barbara Stiegler ha enfocado su investigación al campo de la filosofía política y en particular a la historia del liberalismo y la democracia. Sitúa su obra en la línea iniciada por Michel Foucault, que Ella amplía al revelar las fuentes evolutivas del neoliberalismo. En su libro Il faut s’adapter. Sur un nouvel impératif politique  (Hay que adaptarse. Sobre un nuevo imperativo político) explica el sentimiento difuso de un atraso generalizado, y la llamada a la adaptación al ritmo de los cambios en un mundo complejo y la omnipresencia del léxico biológico de la evolución.
A través de la crítica nietzscheana al filósofo y sociólogo inglés Herbert Spencer y a su adaptacionismo, explica uno de los orígenes del neoliberalismo: Herbert Spencer propone un “sistema natural”, incluyendo el pensamiento de Darwin, con esta idea de que debemos dejar que la naturaleza y los procesos naturales sigan su curso en los campos humano, económico y social. Por lo tanto, la dirección clara es adaptarse, es decir, someterse a los imperativos de la globalización. El Estado debe ceñirse a sus misiones soberanas. Las nociones clave de Darwin se encuentran en muchas propuestas contemporáneos: “adaptarse" para "sobrevivir“, seguir las "mutaciones", participar en la "evolución“, la "selección" y la "competencia”.
El término “neoliberalismo” ha reemplazado a la expresión “nuevo liberalismo” en el Coloquio Lippmann.
Barbara Stiegler vincula el neoliberalismo con el darwinismo social, que se expresa de forma autoritaria en el nazismo y de forma liberal al afirmar que el más apto sobrevivirá. Le sorprende la permanencia en el neoliberalismo de estas ideas, que sin embargo son tabú en la sociedad actual. El neoliberalismo da lugar una competencia que se califica de “libre y sin distorsiones” que se encuentran en los textos legales de la construcción europea y a la “igualdad de oportunidades” que permite a todos participar en la competición.
Explora las raíces de la democracia contemporánea, muy influenciada por Walter Lippmann. No está de acuerdo con John Dewey, gran figura del pragmatismo estadounidense, quien, a partir de la misma observación, llama a movilizar la inteligencia colectiva del público, a multiplicar las iniciativas democráticas y a inventar ”desde abajo“ el futuro colectivo. Pero mientras Lippmann quiere encerrar a las masas en la pasividad, poniéndolas bajo la tutela de líderes y expertos, Dewey le opone una concepción completamente diferente de la democracia, en la que se trata de promover el activismo público.

### Tomas de posición y militancia política
Barbara Stiegler se opuso activamente a la reforma de las pensiones discutida en Parlamento francés entre finales de 2019 y principios de 2020. Según ella, esto tendría como objetivo adecuar el sistema de pensiones a un “mundo globalizado en el que se requiere que cada individuo sea productivo y compita”.
Frente a las catástrofes de su época, Stiegler se enfrenta a un “Estado [que] se ha convertido en el instrumento de un neoliberalismo que está destruyendo la sociedad”, en un ensayo titulado Du cap aux grèves. Récit d'une mobilisation. 17 novembre 2018 - 5 mars 2020 (2020), llama a un levantamiento para "volver a la vida", contra "este rumbo" erigido en dogma por el pensamiento político dominante, según el cual es necesario "adaptarse" continuamente, para satisfacer el juego de los intercambios del mercado y de la competencia mundial. Por ello, le parece esencial volver a partir de las luchas colectivas y de las iniciativas democráticas locales, para recuperar "el poder de actuar" y reencantar la democracia.
En el contexto de la pandemia del Covid-19, Barbara Stiegler firma la plataforma “Por la reapertura inmediata de las universidades“ publicada el 29 de noviembre de 2020 en Liberation.
Aprovecha cada oportunidad en los medios de comunicación (France Culture, Thinkerview, Radio France International, etc.) para alertar a la opinión pública y tratar de contrarrestar, en particular analizándola, la “incitación demagógica“, esta estrategia de comunicación política que pretende conducir a las poblaciones en la “buena direccion”.
Barbara Stiegler sostiene que ante la emergencia ecológica y la crisis ambiental, el "rumbo incuestionable” de los neoliberales, insostenible para el planeta, ya no es aceptado por la población. La pasión neoliberal por el movimiento perpetuo le impide ver las necesidades vitales de los organismos en términos de estabilidad. Esto también se encuentra en el cuestionamiento del orden neoliberal en Europa por parte de la población. Barbara Stiegler desea ahora profundizar en las propuestas políticas de Dewey en el campo de las políticas de salud pública y en el de las enfermedades crónicas en particular.
Desde 2021, forma parte del Parlamento de la Unión Popular, que apoyó la candidatura de Jean-Luc Mélenchon para las elecciones presidenciales francesas de 2022.

## Publicaciones

### Obras
- Nietzsche et la biologie. Paris: PUF. 2001. p. 128. ISBN 978-2-13-050742-0. [9]
- Nietzsche et la critique de la chair. Paris: PUF. 2005. p. 392. ISBN 978-2-13-054376-3. [10]
- « Il faut s'adapter ». NRF Essais (en francés). Paris: Gallimard. 2019. p. 336. ISBN 978-2-07-275749-5.
- Du cap aux grèves. Récit d'une mobilisation. 17 novembre 2018 - 5 mars 2020. La petite jaune. Paris: Verdier. 2020. p. 144. ISBN 978-2378560829.
- De la démocratie en pandémie : santé, recherche, éducation. Tracts. Paris: Gallimard. 2021. p. 64. ISBN 978-2072942228.,[27][28]
- Nietzsche et la vie: une nouvelle histoire de la philosophie, Paris, Gallimard, coll. «Folio essais», 2021, 448 p. ISBN 9782072884917
- Santé publique année zéro. Tracts. Paris: Gallimard. mars 2022. p. 64. ISBN 9782072992940.[29]

### Contribuciones a obras colectivas
- «Critique de la compassion. Remarques sur Schopenhauer, Nietzsche et les conditions médiatiques de la sympathie», en Les Affections sociales, 2008, 21 p.
- «Philosophie et pathologie. Nietzsche et l'ambivalence des émotions depuis Kant et Schophenhauer», en Les Émotions, Paris, Vrin, 2009, 20 p.
- «La mort théologique de Dieu», en Anthologie: Théologie & Philosophie, Paris, Éditions du Cerf, 2010, 15 p. — traducción, 10 p.
- «Qu'y a-t-il de nouveau dans le néo-libéralisme? Vers un nouveau gouvernement du travail, de l'éducation et de la santé», en Le Nouvel Esprit du libéralisme, Le Bord de l'eau, 2011, 42 p.
- «La haine des causes et le retour du passé. Enquête et généalogie selon Nietzsche et Dewey», in L'expérience du passé: histoire, philosophie, politique, Paris, Éditions de l'Éclat, 2018.

### Artículos
- «Corps donné ou corps à venir ? Le corps vivant selon Schopenhauer et Nietzsche». Études de lettres (281): 257-272. 2008.
- «El joven Nietzsche y la ciencia: el caso de Democrito». Estudios Nietzsche (pdf) (8): 119-131. 2008.
- «On the future of Our Incorporations: Nietzsche, Media, Events» (pdf). Discourse 31 (1/2): 124-139. 2009. JSTOR 41389812.
- «Nietzsche y la crítica de la Bildung 1870-1872: los envites metafísicos de la pregunta por la formación del hombre» (pdf). Educación Y Pedagogía (55). 2009.
- «Nietzsche, la biologia e la politica. Prolegomeni a ogni critica futura del neoliberalismo?». Paradosso (2): 143-156. 2012.
- «Receptiones de la muerte de Dios». Desatinos: 52-67. 2013.

## Premios y reconocimientos
- Grand Prix Moron 2019[30] de la fundación Renaudin (listado en el sitio web de la Academia Francesa